# Нерсес I Великий
Нерсес I Великий (арм. Սուրբ Ներսես Ա. Մեծ ) — католикос Армянской апостольской церкви в 353—373 гг. Из рода Григория Просветителя. Один из отцов армянской церкви.
Нерсес провёл свою юность в Кесарии Каппадокийской, где он женился на мамиконской принцессе Сандухте. Сандухта родила Нерсесу сына Саака, который впоследствии станет очередным католикосом Армении. После смерти жены Нерсес был назначен оруженосцем царя Аршака II. В 353 году он был избран католикосом.
Его патриаршество ознаменовало новую эру в истории Армении. Если до сих пор церковь в большей или меньшей степени отождествлялась с царской семьёй и знатью, то Нерсес приблизил её к народу. Он строил школы и больницы, отправлял монахов по всей стране проповедовать Евангелие.
Нерсес провёл Аштишатский собор, на котором были утверждены многочисленные правила, касающиеся брака, поста и богослужения. В частности, были запрещены кузенные браки; запрещалось наносить себе увечья и совершать прочие подобные действия во время траура. Некоторые из подобных реформ сильно не понравились царю, в результате чего Нерсес был сослан, вероятно, в Эдессу. В конце правления Аршака II он, по-видимому, путешествовал в Константинополь, чтобы убедить императора оказать поддержку Армении в борьбе против персов. По рассказу Фавстоса Бузанда, римский император Валент II, разгневавшись на Нерсеса, осудившего его за следование учению Ария, отправил его в изгнание. Находясь в изгнании, Нерсес оставался лидером армянской церкви.
Новый царь Армении — Пап, оказался недостойным и развратным правителем, из-за чего Нерсес запретил ему входить в церковь. Под предлогом стремления к перемирию Пап пригласил католикоса к своему столу и, как предполагается, отравил его в 373 году.

## В искусстве
Св. Нерсес — персонаж трагедии Nerses The Great, Patron of Armenia (название на титульном листе издания 1858 г.: "Святой Нерсес или Благодетель  Армении"), написанной в 1857 году актером и писателем XIX века Саргисом Ванандеци (также известен как Саргис Мирзаян).